# Garranzo
 (avril 2013).
Si vous disposez d'ouvrages ou d'articles de référence ou si vous connaissez des sites web de qualité traitant du thème abordé ici, merci de compléter l'article en donnant les références utiles à sa vérifiabilité et en les liant à la section « Notes et références ».
Garranzo est un village désaffecté de la communauté autonome de La Rioja, en Espagne. Il est situé à deux kilomètres du village de Enciso.

## Histoire
L'histoire de Garranzo est presque totalement inconnue. La seule chose certaine est qu'il est totalement abandonné depuis plus de dix ans. La date d'abandon du village est située entre 1940 et 2000. Le village est régulièrement pillé et les richesses historiques disparaissent peu à peu. 

## Lieux et monuments
L'église du village est entièrement détruite. Seul le clocher sans cloches persiste encore à tenir debout. Les maisons sont entièrement rongées par les vers à bois, et s'effondrent une à une. D'ici à 200 ans, plus rien ne subsistera de Garranzo. 